# 1544 Vinterhansenia
Vinterhansenia (asteróide 1544) é um asteróide da cintura principal com um diâmetro de 21,71 quilómetros, a 2,1237469 UA. Possui uma excentricidade de 0,1049728 e um período orbital de 1 335,04 dias (3,66 anos).
Vinterhansenia tem uma velocidade orbital média de 19,33568125 km/s e uma inclinação de 3,33337º.
Esse asteróide foi descoberto em 15 de Outubro de 1941 por Liisi Oterma.